# Comuna de Osina
Osina (polaco: Gmina Osina) é uma gminy (comuna) na Polónia, na voivodia de Pomerânia Ocidental e no condado de Goleniowski.
De acordo com os censos de 2005, a comuna tem 2.855 habitantes, com uma densidade 28,0 hab/km².

## Área
Estende-se por uma área de 101,92 km².